# Нака СК (хокейний клуб)
«Нака СК» (швед. Nacka Sportklubb) — хокейний клуб з м. Нака, Швеція, заснований в 1906 році, припинив існування у 1976 році.

## Хокей
Клуб був заснований в 1906 році. Хокейний клуб ніколи не був чемпіоном Швеції, але грав кілька сезонів у вищому дивізіоні Швеції, востаннє в сезоні 1971/1972. Після невдалої кваліфікації в Елітсерію 1976/1977 років. Клуб було об'єднано разом з «Skuru IK» і «Atlas Copco IF», отримавши назву «НСА-76», в 1980 році змінив свою назву на «Нака» ХК.
В сезоні 1958/59 років, клуб брав участь у Кубку Шпенглера 1959, де зайняв  третє місце пропустивши вперед ХК Фюссен та переможця турніру французький АКББ Париж.
Жіноча команда «Нака СК» успішніша, вона ставала чемпіоном Швеції 9 разів — 1988, 1989, 1990, 1991, 1992, 1993, 1994, 1996, 1998 роках.

## Хокей з м'ячем
У хокеї з м'ячем чоловіча команда «Нака СК» досягав чвертьфіналу чемпіонату Швеції в 1926 році і 1930 роках.

## Відомі гравці
- Еміль Берґман